# Terraria
『Terraria』（テラリア）は、Re-Logicが開発したPC用のサンドボックスゲーム。
様々な敵との戦い、広大なフィールドの探索、アイテムの作成、そして建築などの要素があるのが特徴。2011年5月16日にSteamで発売された。発売当日だけで推定5万本が出荷され、ピーク時に最大15万8000人がプレイした。2024年時点ではさらに売上を伸ばし、合計で6,070万本を販売した。

## 概要

### コンソール版
日本では、2013年5月23日にスパイク・チュンソフトからPlayStation 3用ソフトとして発売。PCと操作が異なるPS3に合わせ、オート・マニュアル操作の他GUIを変更したり、追加要素を取り入れている。また、風来のシレンシリーズやダンガンロンパのモノクマをイメージした装備が登場する。2014年2月6日には、PS3版に追加要素を加えたPlayStation Vita版が発売、こちらではダンガンロンパ2のモノミと、井上トロの装備が追加された。PlayStation 4版は2015年2月19日に発売。PS4版はセカンドスクリーンに対応しており、PS4版、PS3版、PS Vita版はクロスセーブに対応している。ニンテンドー3DS版は2016年4月21日に、Wii U版は2016年9月15日に発売された。
スマートフォン向けには、Android版が2014年5月7日に、iOS版が5月27日に発売された。また、スマートウォッチ「Gameband」にTerrariaがインストールされたものが開発されており、これをパソコンと接続することでパソコンでもTerrariaをプレイできる。

## ゲーム内容
本作はアイテム作成、建築の要素が含まれているが、戦闘や探索といった要素が強い。16ビットゲームのようなドットによる2Dグラフィックとなっている。

### ゲームの進行
Terrariaでは、RPGなどの一般的なゲームのようにゲーム進行のための具体的な指針があるわけではなく、自由にイベントを進めていくことができる。ゲームクリアという概念も無く、全てのボスキャラクターを倒す、巨大な建築物を作る、世界中のレアアイテムを集めるなど、様々な目標を持ってプレイすることができる。また、複数のユーザと同じワールドで同時にプレイすることもでき、共同で探索、建築、強力な敵を打倒したり、時にはプレイヤー同士で敵対して戦闘することも可能である。
主なイベントとして、いくつかの家を建てた状態で特定の条件を満たすことによって、商人や武器屋などのNPCが住み、新たなアイテムを購入したり体力を回復させることができるようになる。blood moon（ブラッドムーンの夜）や隕石の落下など、より強力な敵が発生したりバイオームや地形が変化するイベントが発生することがある。初期の段階ではキャラクターは移動、ジャンプ、持っている短剣やつるはしを振ることしかできないが、アイテムの効果により走ったり羽によって飛行したりロープにより壁面を登ったりすることができるようになる。また、アイテムの効果などによりMana（マナ）を得ることにより、様々な効果を持つ魔法を使うことができるようになる。

### 敵
ゲーム開始時、昼間はGreen Slime（グリーンスライム）などの弱いモンスターしか発生しないが、夜になるとZombie（ゾンビ）やDemon Eye（あくまのめだま）などの比較的強力なモンスターが現れる。また、ゲーム開始地点から移動していくとCorruption（じゃあく）またはCrimson（しんく）で汚染した土地（これらの土地は浸食する）や、ジャングル、ダンジョン、溶岩で満たされた地下空洞などがあり、それぞれに個性ある敵キャラクターがてでくる。また、一定の条件を満たすと25%でボスが登場する。

### アイテムの生成
地下での採掘やモンスターとの戦闘等によって集めた資源を組み合わせることによって、武器や防具、道具、家具、建築資材などを生成することができる。ただし、資源の組み合わせだけで生成できるアイテムはごく一部であり、多くのアイテムの生成のためには机やかまどなどの専用の家具が必要になる。アイテム生成のレシピは膨大な種類があり、初期NPCであるGuide（ガイド）に資源を見せることでその資源を使ったレシピを教えてくれる。武器や道具、アクセサリには基本的なアイテム名に加えてコンディションが付与されていることがある。コンディションによって、基本的なアイテムの効果に加えて攻撃力、ノックバック力、攻撃速度が上下するもの、防御力や移動速度を上げるものなどがある。

### 建築
集めた木材や鉱物などを元にブロックや壁材を作成し、自由に建造物を作ることができる。また、ドアや足場などの建物の出入りに有用なパーツや、シャンデリアや彫像などの見た目だけで特殊な効果を持たないものを設置することも可能。建造物は特定の条件を満たすことで居住可能と判定され、NPCが住み着くことがある。スイッチやタイマー、ワイヤーなどを駆使することでギミックを持った建造物を作成することができ、イルミネーションのように点滅するオブジェクトや、毒矢や落とし穴、溶岩などの罠によりモンスターを自動で殲滅するような砦を建築することも可能である。

## 開発
Terrariaは2011年1月にRe-Logicによって開発が始まり、同年5月16日にリリースされた。主なプログラムはアンドリュー・スピンク、グラフィックデザインはフィン・ブライス、作曲はスコット・ロイド・シェリーによる。2012年2月時点で開発は一段落したとのアナウンスがあったが、Xbox Live、PlayStation Network向けのリリースに合わせて新たなボスキャラクターやペットといった要素の追加を行なうバージョンアップ計画が発表された。この他、多くの有志によって様々なMODが開発されており、アイテムやモンスターの追加、システムの変更などが行なわれている。
2020年6月には最終アップデートとなる1.4をリリース。ジャーニーモードなど新モードの追加や、追加アイテムを多数収録。
2022年2月、開発を終了としていたもののバージョン1.4.4のアップデート「Labour of Love」が行われることになった。また、今回のアップデートが最後になる予定となっている。
2022年8月、クロスプレイ対応に着手していることが明らかになった。
2024年2月、Terrariaの公式フォーラムより、バージョン1.4.5の配信が2024年内となることが発表された。また、このアップデートにはクロスプレイの対応も含まれており、日本語にも対応する予定。同年11月にアップデートを2025年内に延期することが発表された。

### 続編
Re-LogicのCEO、Andrew “Redigit” Spinksは、続編にあたる『Terraria2』の作成を示唆してはいるが、その内容は「『Terraria』の世界全体を拡張する」ということ以外明確にされていない。また『Terraria2』よりも先に、外伝作品をリリース予定だとしている。

### 外伝
Re-Logicは2015年に、外伝として『Terraria: Otherworld』（テラリア: アザーワールド）を開発中であると発表した。これは、それ以前に想定されていた続編の、Terraria 2とは異なる。プレイヤーは、起動された"purifying towers"(浄化の塔)を発見し、Corruption(邪悪)の侵食を防ぐ。アザーワールドは、Terrariaとは異なり、タワーディフェンスやスキルツリー、ストーリーなど、戦略ゲームやRPGのような要素を持つ。
2017年4月に、Re-Logicは、このプロジェクトを共同で行なってきたEngine Softwareが共同開発を取りやめ、新たにPipeworksとの共同開発を開始したことを発表した。開発の遅れから当初のビジョンを達成することが難しくなり、再度Pipeworksと初めから開発するという。
その後、2018年4月に、開発は進められていたが依然完成度が低く、今後の開発にかかる作業やリソースを考慮した結果として、『Otherworld』の開発中止を発表した。
2020年5月11日、Discordのテラリアチャンネルにてテラリア開発者のAndrew Spinksから10万人の署名と15ドルあればOtherworldをオープンソース化する趣旨のメッセージが送られた。これはDiscord内で非公式に告げられたものであるため、実際にオープンソース化されるかは不明。

### 評価
Terrariaは海外の各種ゲームサイトで高評価を得ている。Metatricによる83/100点、Gameblog.frでの4/5点など。また、IndieDBにおける2011年インディーズゲーム賞の1位を獲得している。